# Бовешен (авіабаза)
Авіабаза Бовешен (ICAO: EBBE) — військовий аеродром бельгійського повітряного компоненту в Бельгії, розташований за 5,6 км на південь від Бовешена у Валлонії (провінція Валлонський Брабант) та 32 км на схід-південний схід від Брюсселя.
Тут розташовано 1-ше крило, яке обслуговує гелікоптери A109BA, і базову школу льотної підготовки, яка обслуговує навчально-тренувальний літак SIAI Marchetti SF.260.
Він використовується як база для оперативних вертолітних ескадрилій і як центр підготовки пілотів. У Бовешені також розміщені Wing Meteo та команда ВПС. Тут працює 1100 осіб, тому база є другим найбільшим роботодавцем у Валлонському Брабанті.

## Історія
Авіабаза Бовешен була військовим аеродромом ВПС Бельгії до Другої світової війни, заснованим у 1936 році як «Аеродром Ле Кюло». Він був захоплений під час битви за Бельгію німецьким вермахтом, що вторгся 10 травня 1940 року, знищивши кілька літаків Hawker Hurricane і Gloster Gladiator, що стояли на аеродромі.

### Німецьке використання під час Другої світової війни
Під час окупації Бельгії нацистською Німеччиною об'єкт став основною авіабазою Люфтваффе під час битви за Францію. Під час бою два підрозділи Junkers Ju 88 — Kampfgeschwader 3 і Kampfgeschwader 30 (KG 3; KG 30) — підтримували наступ, особливо вирішальний прорив під Седаном. Інші елементи підтримали просування до швейцарського кордону, оточивши французькі сили на лінії Мажино. Коли KG 30 переїхав до Франції, KG 3 залишився в Ле Кюло, беручи участь у битві за Британію. На початку бою KG 3 мав всього 108 бомбардувальників Ju 88, з яких 88 були боєздатними. KG 3 діяв на всіх етапах бою. У березні 1941 року він відправився на бази в Польщі в рамках підготовки до операції «Барбаросса», вторгнення в Радянський Союз.